# Pływanie na Letnich Igrzyskach Olimpijskich 2016 – 800 m stylem dowolnym kobiet
800 m stylem dowolnym kobiet – jedna z konkurencji pływackich, które odbyły się podczas XXXI Igrzysk Olimpijskich w Rio de Janeiro. Eliminacje miały miejsce 11 sierpnia, a finał tej konkurencji 12 sierpnia.
Minima kwalifikacyjne wyznaczone przez FINA wyniosły 8:33,97 (minimum A) i 8:51,96 (minimum B).

## Terminarz
Wszystkie godziny podane są w czasie brazylijskim (UTC-03:00) oraz polskim (CEST).
| Data             | Godzina rozpoczęcia | Godzina rozpoczęcia |            |
| Data             | UTC-03:00           | CEST                |            |
| ---------------- | ------------------- | ------------------- | ---------- |
| 11 sierpnia 2016 | 13:26               | 18:26               | Eliminacje |
| 12 sierpnia 2016 | 22:20               | 3:20                | Finał      |

## Rekordy
Przed zawodami rekord świata i rekord olimpijski wyglądały następująco:
| Rekord            | Zawodniczka       | Czas    | Miejsce | Data             |
| ----------------- | ----------------- | ------- | ------- | ---------------- |
| Rekord świata     | Katie Ledecky     | 8:06,68 | Austin  | 17 stycznia 2016 |
| Rekord olimpijski | Rebecca Adlington | 8:14,10 | Pekin   | 16 sierpnia 2008 |

W trakcie zawodów ustanowiono następujące rekordy:
| Data        | Etap konkurencji | Zawodniczka   | Czas    | Rekord |
| ----------- | ---------------- | ------------- | ------- | ------ |
| 11 sierpnia | eliminacje       | Katie Ledecky | 8:12,86 | OR     |
| 12 sierpnia | finał            | Katie Ledecky | 8:04,79 | ,      |

## Wyniki

### Eliminacje
| Miejsce | Wyścig | Tor | Zawodniczka           | Państwo                  | Czas      | Uwagi |
| ------- | ------ | --- | --------------------- | ------------------------ | --------- | ----- |
| 1.      | 4      | 4   | Katie Ledecky         | Stany Zjednoczone        | 8:12,86   | Q,    |
| 2.      | 4      | 6   | Boglárka Kapás        | Węgry                    | 8:19,43   | Q,    |
| 3.      | 4      | 5   | Jazmin Carlin         | Wielka Brytania          | 8:19,67   | Q     |
| 4.      | 4      | 3   | Leah Smith            | Stany Zjednoczone        | 8:21,43   | Q     |
| 5.      | 3      | 3   | Lotte Friis           | Dania                    | 8:22,54   | Q     |
| 6.      | 3      | 5   | Jessica Ashwood       | Australia                | 8:22,57   | Q     |
| 7.      | 4      | 2   | Sarah Köhler          | Niemcy                   | 8:24,65   | Q     |
| 8.      | 2      | 4   | Mireia Belmonte       | Hiszpania                | 8:25,55   | Q     |
| 9.      | 3      | 4   | Lauren Boyle          | Nowa Zelandia            | 8:25,84   |       |
| 10.     | 3      | 6   | Brittany MacLean      | Kanada                   | 8:26,43   |       |
| 11.     | 4      | 8   | Hou Yawen             | Chiny                    | 8:30,59   |       |
| 12.     | 2      | 2   | Andreina Pinto        | Wenezuela                | 8:30,92   |       |
| 13.     | 4      | 1   | Tjaša Oder            | Słowenia                 | 8:33,14   |       |
| 14.     | 1      | 5   | Éva Risztov           | Węgry                    | 8:33,36   |       |
| 15.     | 2      | 6   | Camilla Hattersley    | Wielka Brytania          | 8:33,65   |       |
| 16.     | 2      | 7   | Emma Robinson         | Nowa Zelandia            | 8:33,73   |       |
| 17.     | 2      | 3   | Kristel Köbrich       | Chile                    | 8:34,34   |       |
| 18.     | 3      | 2   | Zhang Yuhan           | Chiny                    | 8:35,32   |       |
| 19.     | 3      | 1   | María Vilas Vidal     | Hiszpania                | 8:36,43   |       |
| 20.     | 3      | 8   | Tamsin Cook           | Australia                | 8:36,62   |       |
| 21.     | 1      | 2   | Julia Hassler         | Liechtenstein            | 8:38,19   |       |
| 22.     | 1      | 4   | Valerie Gruest        | Gwatemala                | 8:39,80   | NR    |
| 23.     | 2      | 8   | Joanna Evans          | Bahamy                   | 8:42,93   |       |
| 24.     | 1      | 6   | Tamila Holub          | Portugalia               | 8:45,36   |       |
| 25.     | 2      | 5   | Leonie Beck           | Niemcy                   | 8:47,47   |       |
| 26.     | 1      | 3   | Arina Opionyszewa     | Rosja                    | 8:48,89   |       |
| 27.     | 1      | 7   | Talita Te Flan        | Wybrzeże Kości Słoniowej | 9:07,21   | NR    |
| 28 !    | 3      | 7   | Anja Klinar           | Słowenia                 | 9:99,99 ! | DNS   |
| 28 !    | 2      | 1   | Martina De Memme      | Włochy                   | 9:99,99 ! | DNS   |
| 28 !    | 4      | 7   | Sharon van Rouwendaal | Holandia                 | 9:99,99 ! | DNS   |

### Finał
| Miejsce | Tor | Zawodniczka     | Państwo           | Czas    | Uwagi |
| ------- | --- | --------------- | ----------------- | ------- | ----- |
| 1 !     | 4   | Katie Ledecky   | Stany Zjednoczone | 8:04,79 | WR    |
| 2 !     | 3   | Jazmin Carlin   | Wielka Brytania   | 8:16,17 |       |
| 3 !     | 5   | Boglárka Kapás  | Węgry             | 8:16,37 | NR    |
| 4.      | 8   | Mireia Belmonte | Hiszpania         | 8:18,55 | NR    |
| 5.      | 7   | Jessica Ashwood | Australia         | 8:20,32 |       |
| 6.      | 6   | Leah Smith      | Stany Zjednoczone | 8:20,95 |       |
| 7.      | 2   | Lotte Friis     | Dania             | 8:24,50 |       |
| 8.      | 1   | Sarah Köhler    | Niemcy            | 8:27,75 |       |